# Combat de Laï
Première Guerre mondiale
Batailles
Front africain
- Laï (8-1914)
- Sandfontein (9-1914)
- Tanga (11-1914)
- Naulila (12-1914)
- Jassin (1-1915)
- Gibeon (4-1915)
- Bukoba (6-1915)
- Mongua (8-1915)
- Salaita (2-1916)
- Beringia (5-1916)
- Negomano (11-1917)

Front d'Europe de l'Ouest
Front italien
Front d'Europe de l'Est
Front des Balkans
Front du Moyen-Orient
Bataille de l'Atlantique
Le combat de Laï est livré le 21 août 1914 au Tchad, pendant la Première Guerre mondiale dans le village de Laï, alors chef-lieu de la circonscription de Logone dans le sud du pays.
Une colonne allemande venant du Kamerun, dirigée par le Hauptmann von Duhring attaque le village de Lai, défendu par le capitaine Jeanjean. Après un âpre combat, les Français sont chassés de Laï qui est aussitôt occupé par les Allemands. Ils y restent jusqu'au 1er septembre suivant.

## Sources
- Jean Malval (préf. Marie-José Tubiana), Essai de chronologie tchadienne, 1707-1940, Paris, Éditions du Centre national de la recherche scientifique, 1974 (ISBN 978-2-222-01625-0, OCLC 925066722).